# Joel Plata
Joel Plata Rodríguez (Barcelona, 20 de marzo de 1998) es un deportista español que compite en gimnasia artística.
Ganó una medalla de bronce en el Campeonato Europeo de Gimnasia Artística de 2022, en la prueba de barra fija.
Participó en dos Juegos Olímpicos de Verano, en Tokio 2020 ocupó el decimosegundo lugar en la prueba por equipo, y en París 2024 fue undécimo en la prueba de suelo y decimosegundo por equipo.

## Palmarés internacional
| Campeonato Europeo | Campeonato Europeo | Campeonato Europeo | Campeonato Europeo |
| Año                | Lugar              | Medalla            | Prueba             |
| ------------------ | ------------------ | ------------------ | ------------------ |
| 2022               | Múnich (Alemania)  | Medalla de bronce  | Barra fija         |